# Ігри XXXI Олімпіади в Ріо-де-Жанейро (монета)
«І́гри ХХХІ Олімпіа́ди в Рі́о-де-Жане́йро» — пам'ятна монета номіналом 2 гривні, випущена Національним банком України. Присвячена Іграм XXXI Олімпіади в місті Ріо-де-Жанейро (Бразилія), що проходитимуть з 5 до 21 серпня 2016 року і стануть першими подібними змаганнями в Південній Америці. Міжнародні змагання з літніх видів спорту проводяться кожні чотири роки під егідою Міжнародного Олімпійського комітету в рамках Олімпійського руху.
Монету введено до обігу 28 квітня 2016 року. Вона належить до серії «Спорт».

## Опис монети та характеристики
| Номінал грн. | Метал      | Маса, г | Діаметр, мм | Якість виготовлення       | Гурт     | Тираж, штук |
| ------------ | ---------- | ------- | ----------- | ------------------------- | -------- | ----------- |
| 2            | нейзильбер | 12,8    | 31          | спеціальний анциркулейтед | рифлений | 30 000      |

### Аверс
На аверсі монети розміщено: малий Державний Герб України та напис «УКРАЇНА», зображення бухти Гуанабара, на вході до якої височить гора Цукрова Голова, що слугує візитівкою міста Ріо-де-Жанейро, на тлі бухти — стилізований напис «РІО-ДЕ-ЖАНЕЙРО», рік карбування монети «2016» та номінал — «2»/«ГРИВНІ»; праворуч на дзеркальному тлі — логотип Банкнотно-монетного двору Національного банку України.

### Реверс
На реверсі монети на тлі абрису статуї Ісуса Христа на горі Корковадо в Ріо-де-Жанейро зображено хвилясту зелену стрічку (використано тамподрук), на якій — піктограми, що символізують різні види спорту, під якою на хвилястих лініях — знак Національного олімпійського комітету України (використано тамподрук).

## Автори

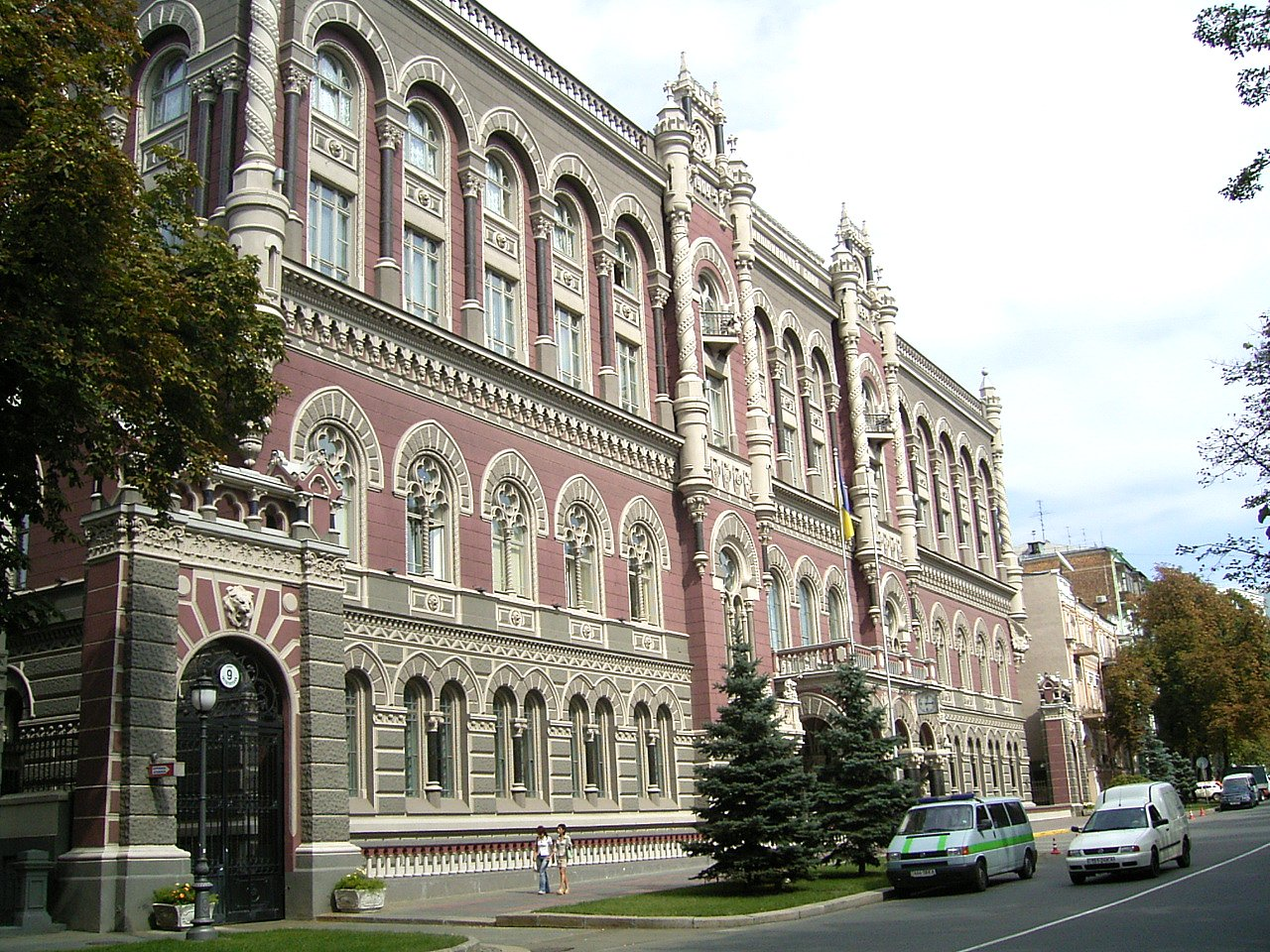
Будівля Національного банку України

- Художники: Володимир Таран, Олександр Харук, Сергій Харук.
- Скульптори: Володимир Атаманчук, Святослав Іваненко.

## Вартість монети
Під час введення монети в обіг 2016 року, Національний банк України реалізовував монету через свої філії за ціною 30 гривень.
Фактична приблизна вартість монети з роками змінювалася так:
| Рік        | 2016 | 2017 | 2018 | 2019 | 2020 | 2021 | 2022 | 2023 | 2024 | 2025 |
| ---------- | ---- | ---- | ---- | ---- | ---- | ---- | ---- | ---- | ---- | ---- |
| Ціна, грн. | 100  | 210  | 205  | 200  | 180  | 175  | 180  | 260  | 310  | 320  |